# Nikita, o Peleteiro
Nikita, o Peleteiro (em russo:  Ники́та Кожемя́ка, às vezes chamado de Cirilo [Кирилл] ou Elias, o Alfaiate [Илья Швец]) é um personagem no folclore da Rússia de Quieve, um artífice do povoado que liberou a filha de um príncipe de Quieve do cativeiro do dragão. O mais antigo protótipo sobre ela poderia ser encontrado na Crônica Laurentiana.